# Windstorm 5 - Uniti per sempre
Windstorm 5 - Uniti per sempre (Ostwind – Der große Orkan) è un film del 2021 diretto da Lea Schmidbauer. 
Il film segue i precedenti Windstorm - Liberi nel vento (2013), Windstorm 2 - Contro ogni regola (2015), Windstorm 3 - Ritorno alle origini (2017) e Windstorm 4 - Il vento sta cambiando. La prima ha avuto luogo dall'8 luglio all'11 settembre 2019 a Monaco. Il film è stato distribuito il 29 luglio 2021.
In Italia il film è stato trasmesso in prima visione assoluta giovedì 26 agosto 2021 in prima serata su Canale 5.

## Trama
A causa di un violento temporale estivo, a Gut Kaltenbach arriva uno spettacolo di circo equestre itinerante. Ari è magicamente attratta dal mondo dell'equitazione, ma vede anche i lati negativi perché la vita al circo è difficile per i cavalli.
Ari per questo vuole aiutare il vecchio cavallo da esposizione Hurricane con il ragazzo del circo Carlo e con l'aiuto di Windstorm. Quando il fanatico direttore del circo rivela il loro piano, Windstorm è in pericolo. Infine, Mika torna finalmente dal Canada.

## Personaggi
- Ari, interpretata da Luna Paiano, doppiata da Arianna Vignoli.
- Mika Schwarz, interpretata da Hanna Binke, doppiata da Chiara Oliviero.
- Samuel "Sam" Kaan, interpretato da Marvin Linke, doppiato da Niccolò Ward.
- Fanny Schleicher, interpretata da Amber Bongard, doppiato da Milvia Bonacini.
- Maestro Kaan, interpretato da Tilo Prückner, doppiato da Dario Penne.
- Maria Kaltenbach, interpretata da Cornelia Froboess, doppiata da Stefania Romagnoli.
- Carlo, interpretato da Matteo Miska.
- Nikolai, interpretato da Nils Brunkhorst, doppiato da Daniele Giuliani.
- Yiri, interpretato da Gedeon Burkhard, doppiato da Saverio Indrio.
- Tinka Anders, interpretata da Henriette Morawe, doppiata da Jessica Bologna.
- Marianne, interpretata da Marion Alessandra Becker.

## Produzione
Le riprese si sono svolte dall'8 luglio all'11 settembre 2019 nell'Asia settentrionale e a Monaco di Baviera. Il film è stato prodotto da SamFilm, in coproduzione con Alias Entertainment e Constantin Film.

## Distribuzione
La première era prevista per il 17 maggio 2020 a Monaco di Baviera, ma inizialmente è stata rinviata a tempo indeterminato a causa della pandemia di COVID-19, così come l'uscita al cinema. Successivamente, il 17 dicembre è stato annunciato come data di inizio. A causa della chiusura ordinata dei cinema nell'inverno 2020-2021, l'uscita nelle sale è stata nuovamente posticipata al 25 marzo 2021. A causa del blocco in corso, non è stato possibile mantenere il 25 marzo come data di inizio. La data di uscita è stata il 29 luglio 2021.